# Landjahr
Zur Zeit der Weimarer Republik gab es unter der Bezeichnung Landhilfe ein arbeitsmarktpolitisches Angebot für Jugendliche, die nach dem achten Schuljahr ihre Vollzeitschulpflicht abgeschlossen hatten und die Schule verließen. In der Zeit des Nationalsozialismus wurde diese Maßnahme fortgeführt, 1934 beginnend ausgeweitet und als Landjahr für diese Schülergruppe verpflichtend; die zum Pflichtdienst einberufenen Jugendlichen wurden in Landjahrlagern zusammengefasst und erhielten dort auch eine „Nationalpolitische Schulung“.

## Landhilfe in der Weimarer Republik
Die „Landhilfe“ war ursprünglich als Maßnahme gegen Jugendarbeitslosigkeit gedacht und wurde von der „Reichsanstalt für Arbeitsvermittlung und Arbeitslosenversicherung“ propagiert. Sie sollte die schulentlassene Jugend vor den angeblichen Gefährdungen der Großstädte schützen und den Jugendlichen mögliche Berufsperspektiven in der Landwirtschaft aufzeigen. Zugleich sollte damit der Arbeitsmarkt entlastet werden.
Das vom Arbeitsamt geförderte Landjahr war ein unverbindliches Angebot und richtete sich an die schulentlassenen vierzehn- bis fünfzehnjährigen Volksschüler in Großstädten. Diese Schüler wurden für die Dauer von mindestens sechs Monaten an einzelne Landwirte vermittelt.
Ähnliche Ideen verfolgte der Landdienst in der Schweiz, welcher aus ähnlichen Motiven angestoßen worden war.

## Landhilfe im Dritten Reich
In der Zeit des Nationalsozialismus wurde diese arbeitsmarktpolitische Maßnahme zunächst durch Erlass vom 3. März 1933 unter Beibehaltung der Bezeichnung „Landhilfe“ fortgeführt und mehrmals modifiziert. Als Landhelfer wurden Jugendliche im Alter von 14 bis 21 Jahren – unter bestimmten Voraussetzungen auch bis zu 25 Jahren – nach freiwilliger Meldung in bäuerliche Familienbetriebe vermittelt; in Ostpreußen waren auch größere Betriebe zugelassen. Die Reichsanstalt für Arbeitsvermittlung und Arbeitslosenversicherung zahlte den Landhelfern neben den Anreisekosten ein monatliches Entgelt bis zu 25 Reichsmark; der bäuerliche Betrieb erhielt eine Beihilfe von durchschnittlich 18,53 RM. Unterstützungsempfänger wurden bald bevorzugt vermittelt; damit wurden die Wohlfahrtsämter finanziell entlastet.
Im Rechnungsjahr 1933/1934 wurden knapp 28 Millionen RM für die Landhilfe ausgegeben. Bis zum März 1934 waren 159.000 Jugendliche vorübergehend als Landhelfer beschäftigt. Ihre Teilnahme wurde ihnen durch einen Landhelferbrief bescheinigt, dessen Vorlage bei Bewerbungen für landwirtschaftliche Berufe vorteilhaft war.
Am 7. Mai 1934 wies Friedrich Syrup, Präsident des Reichsamts für Arbeitsvermittlung, die zuständigen Stellen an, „Personen nichtarischer Abstammung“ nicht zur Landhilfe zuzulassen. Diese Bestimmung nahm die Nürnberger Gesetze vorweg.

## Landjahr 1934 bis 1944

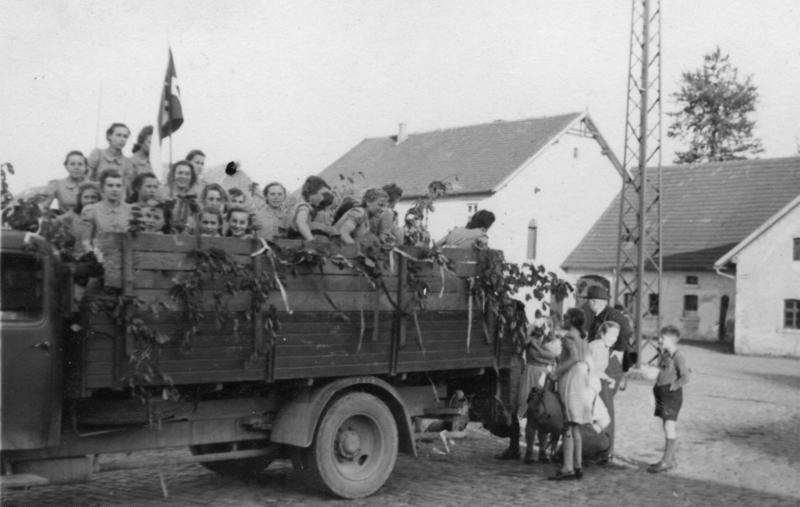
Lager des Landjahres Winkelshütten, Pfingstfahrt nach Marienfeld mit Hakenkreuzfahne auf dem Laster (1942), Aufnahme aus dem Bundesarchiv

Die Form der „Einzellandhilfe“ lief bis 1936 aus und wurde gleitend durch eine „Gruppenlandhilfe“ abgelöst, bei der Jugendliche in gemeinsamer Unterkunft wohnten und tagsüber auf verschiedenen Bauernhöfen verteilt arbeiteten.
Durch Gesetz vom 29. März 1934 wurde diese Form – zunächst probeweise in Preußen – zum acht Monate dauernden „Landjahr“ ausgeweitet und zur Pflicht erklärt. Das Landjahr war für die Schulentlassenen gedacht. Als innere Ausgestaltung war eine Erziehung nach Grundsätzen des Nationalsozialistischen Staates und mit Leibesübungen aller Art vorgesehen. Diese Maßnahme war eine Ersatzlösung für eine allgemeine Einführung eines neunten Pflichtschuljahres, die finanzpolitisch nicht möglich war, aber den Arbeitsmarkt wirksam entlastet hätte. Bei der Auswahl der Schüler sollten wirtschaftsschwache und „politisch gefährdete“ Gebiete bevorzugt werden, um „bislang marxistisch erzogene“ Kinder „nationalpolitisch zu schulen“ und „weltanschaulich zu festigen“. Als die nationalsozialistische Herrschaft gefestigt war, rückten andere Ziele in den Vordergrund. Neben einer berufslenkenden Absicht wurde die Heranbildung einer Elite angestrebt.
In einer zeitgenössischen Informationsbroschüre heißt es:

„Das Landjahr ist eine staatliche Erziehungseinrichtung. Es untersteht dem Reichsminister für Wissenschaft, Erziehung und Volksbildung.
Im Landjahr sollen sorgfältig ausgelesene Jungen und Mädel zu verantwortungsbewussten jungen Deutschen erzogen werden, die körperlich gestählt und charakterlich gefestigt von dem Willen erfüllt sind, im Beruf und an jeder Stelle einsatzbereit dem Volksganzen zu dienen.“

Oberster Landjahrführer war der NSDAP-Politiker und spätere Ministerialdirigent im Reichserziehungsministerium Adolf Schmidt-Bodenstedt.

### Formationserziehung
Die einberufenen Jugendlichen wurden als Mittel der Formationserziehung vom April bis Dezember in angemieteten Gemeinschaftsunterkünften wie ehemaligen Gutshäusern, Klöstern oder Wirtshäusern untergebracht. Im Lager waren meist 60 Jugendliche zusammengefasst. An drei bis vier Werktagen war der Vormittag dem Arbeitseinsatz in der Landwirtschaft vorbehalten; in der Erntezeit wurde auch ganztägig gearbeitet. Eine Entlohnung war nicht vorgesehen; die Landjahrpflichtigen erhielten lediglich ein geringes Taschengeld von 0,05 RM täglich.
Der Erziehungsplan des Landjahrs umfasste für die Jungen „vormilitärische Ertüchtigung, Leichtathletik, Schwimmen, Boxen usw.“, für die Mädchen „Gymnastik, Leichtathletik, Schwimmen, Spiel und Tanz“. Als praktische und vorberufliche Erziehung werden für die Jungen „Werkarbeit, Arbeit im Lager, im Garten und beim Bauern“ aufgeführt, für die Mädchen „Küchenarbeit, Hausarbeit, Wäschepflege, Nähen und Flicken, Gartenarbeit, Hilfe im Dorfkindergarten und beim Bauern“. Auch die „Nationalpolitische Schulung“ wird als wesentlicher Bestandteil der Erziehung genannt. Abgeschirmt vom Elternhaus und Kirche waren die Jugendlichen einer Lagererziehung mit Diensten, Appellen, Ordnungsübungen, Geländespielen und Feiern mit nationalsozialistisch geprägtem Liedgut ausgesetzt.

### Pflichtjahr
Das Landjahr stand in Konkurrenz zum Reichsarbeitsdienst und Pflichtjahr, die ab 1935 für männliche und 1938 für weibliche Jugendliche verbindlich wurden. Junge Frauen unter 25 Jahren mussten eine einjährige Tätigkeit in der Land- oder Hauswirtschaft nachweisen. Das Pflichtjahr konnte auch in der Landhilfe abgeleistet werden. Ab April 1938 ging die Gruppenlandhilfe im Landdienst der Hitlerjugend auf.
In den Meldungen aus dem Reich, den geheimen Lageberichten des Sicherheitsdienstes, wird für 1938 eine anhaltende „Landflucht“ beklagt, die sogar die landwirtschaftliche Produktion gefährde. Die Bereitwilligkeit für den Landdienst sei unzureichend, oft wichen die weiblichen Jugendlichen aus und würden ihr Pflichtjahr lieber in der städtischen Hauswirtschaft ableisten.
Bewerberinnen, die das Landjahr absolviert hatten, wurden in den Ausbildungsgang zur Kinderpflegerin oder als NS-Schwester bevorzugt aufgenommen. Das Landjahr wurde auf die Ausbildungszeiten einer „Landarbeitslehre“ und einer „ländlichen Hauswirtschaftslehre“ sowie teilweise auch auf andere Lehrzeiten, die Lehrerausbildung und das später eingeführte „Pflichtjahr“ angerechnet.
Begabten Jungen wurde überdies die Aufnahme in eine Nationalpolitische Erziehungsanstalt oder eine Freistelle in einer Aufbauschule in Aussicht gestellt.

## Zahlenangaben
Die Zahl der eingezogenen Landjahrpflichtigen betrug 1934 rund 21.000, stieg 1937 auf ein Maximum von 32.000 und sank bis 1944 auf rund 16.000 ab. Während anfangs die männlichen Teilnehmer überwogen, kehrte sich das Verhältnis am Ende kriegsbedingt um.
Die staatlichen Aufwendungen für einen Schüler im Landjahr betrugen rund 500 RM und überstiegen die Kosten für Schüler einer Mittelschule erheblich. Ab 1937 wurden die Finanzmittel für das Landjahr gedrosselt.